# Reichskommissariat Ukraine
Reichskommissariat Ukraine var en administrativ region for store dele af det tyskbesatte Ukraine (hvilket inkluderer tilstødende områder af Hviderusland og førkrigs-Polen) under 2. verdenskrig. Mellem september 1941 og marts 1944 blev Reichskommissariat Ukraine administreret af Reichskommissar Erich Koch som en koloni. Administrationens opgaver indebar at genoprette fred i regionen til fordel for tyskerne. Adolf Hitler udstedte en Führer-grad til lederen af administrationen af de nybesatte østlige områder 17. juli 1941.
Før den tyske invasion var Ukraine en republik i Sovjetunionen, hvor der boede etniske ukrainere og russere sammen med minoriteter af tyskere, jøder, romaer, polakker og Krim-tatarer.

## Fodnoter
1. ↑  "Nazi Conspiracy and Aggression". Decree of the Fuehrer concerning the administration of the newly-occupied Eastern territories. The Avalon Project at Yale Law School. 1996-2007. Arkiveret fra originalen 27. februar 2008. Hentet 2007-10-04.